# Правило Каші
Правило Каші — емпіричне правило в молекулярній фотохімії, згідно з яким для органічних молекул у конденсованій фазі (тобто в кристалі, склі або рідині, в тому числі розчині) рівень, з якого відбувається випромінювання (люмінесценція), є найнижчим збудженим рівнем даної мультиплетності. Таким чином, при випромінюванні без зміни мультиплетності (флюоресценція) можна спостерігати лише перехід S1→S0, а при випромінюванні зі зміною мультиплетності (фосфоресценція) — лише T1→S0 (квінтетні, септетні та вищі стани, як правило, не розглядаються, бо існує дуже мало випадків, де їх взагалі можна спостерігати в конденсованій фазі, на відміну від газової). При цьому зворотний процес — поглинання світла — може відбуватися як перехід до будь-якого збудженого стану. Це правило не має теоретичного обґрунтування і просто відображує той факт, що швидкість невипромінювальних переходів з вищих коливальних та електронних станів ({\displaystyle S_{2}}, {\displaystyle S_{3}}… {\displaystyle T_{2}}, {\displaystyle T_{3}}…) на найнижчий рівень (коливальне квантове число {\displaystyle v=0}) станів {\displaystyle S_{1}} або {\displaystyle T_{1}} настільки велика порівняно зі швидкістю випромінювальних переходів із цих верхніх станів, що випромінювання відбувається лише з нульового коливального стану електронних станів {\displaystyle S_{1}} або {\displaystyle T_{1}}.
Правило Каші наочно ілюструється так званою діаграмою Яблонського.
На діаграмі показано послідовності перших синглетних та триплетних станів з їхніми коливальними підрівнями. Прямими стрілками позначено випромінювальні переходи, хвилястими — невипромінювальні. Перші три стрілки зліва (спрямовані догори й позначені літерою a) означають поглинання світла; стрілки, позначені fl,— флюоресценцію, стрілки, позначені ph,— фосфоресценцію. Докладніше про позначення див. у статті Діаграма Яблонського.
З діаграми можна бачити, що переходів, які відповідали б люмінесценції (випромінюванню) Si→Sj, Si→Tj, Ti→Sj, Ti→Tj для i>1, не існує.
Майже єдиний достовірний виняток із правила Каші — флюоресценція азулену, де випромінювальним станом є {\displaystyle S_{2}}.
Правило було вперше сформульовано в 1950 році американським фізиком українського походження Михайлом (Майклом) Кашею.

## Виноски
1. ↑  Послідовність мультиплетів для звичайних молекул — непарна (синглет, триплет, квінтет…), для молекул з неспарованим електроном (радикалів) — парна (дублет, квартет, секстет…).
2. ↑  M. Kasha. Characterization of electronic transitions in complex molecules // Discussions of the Faraday Society, 1950, No. 9, p. 14–19.

Примітка. В російськомовній літературі часто зустрічається неправильна назва «правило Каша́»